# Proza wiejska (radziecka)
Proza wiejska – umiejscawiany w latach 60. do 80. XX wieku nurt literatury rosyjskiej, stanowiący prozatorską twórczość rosyjskich pisarzy radzieckich, najczęściej mających chłopskie korzenie i przywołujących tradycyjne  wartości w przedstawieniu współczesnej im wsi rosyjskiej.
Za prekursorów tego nurtu uważa się autorów, w tym publicystów, już w latach 50. XX wieku ujawniających realne, a nie propagandowe warunki bytu na wsi, a także faktyczny stan ekonomiczny radzieckich rolniczych spółdzielni produkcyjnych (kołchozów) – byli to Jefim Dorosz, Aleksander Jaszyn, Walentin Owieczkin, Władimir Tiendriakow, Anatolij Kalinin.
W odniesieniu do właściwego nurtu część krytyki (za prof. T. Klimowiczem) uważa się, że promotorem tzw. ludowego obszaru prozy wiejskiej był Aleksandr Sołżenicyn dzięki jego opowiadaniu „Zagroda Matriony” (Матрёнин двор). Z kolei opracowania rosyjskie samego Sołżenicyna nie zaliczają do grona pisarzy prozy wiejskiej, a jedynie odnoszą do niej dwa jego utwory – wyżej wspomniany oraz „Jeden dzień Iwana Denisowicza” (Один день Ивана Денисовича), natomiast na pierwszym miejscu jest stawiany Fiodor Abramow. Do pozostałych przedstawicieli tej prozy są zaliczani m.in. Wasilij Biełow, Walentin Rasputin, Siergiej Załygin, Władimir Tiendriakow, a oddzielnie Wasilij Szukszyn.
Półoficjalnym organem tego kierunku był miesięcznik „Nasz sowriemiennik”.

## Charakterystyka nurtu
Nurt prozy wiejskiej jest przez filologów odnoszony do zbliżonej chronologicznie twórczości sześćdziesiątników – wskazywany jest podobny patos narracji, apologia osobowości samowystarczalnych, wartościowych samych przez się. Wśród cech charakterystycznych jest wskazywane też zafascynowanie ideami poczwienniczestwa (gruntowności, związku z ziemią) i neosłowianofilstwa, podążania drogą odwiecznych praw moralnych wypracowanych ludzkością przez wieki, powrotu do korzeni, jedności człowieka z przyroda, prezentowanie świata i jego wydarzeń z wiejskiego punktu widzenia nazywanego „spojrzeniem z wnętrza”, nastawienie na postacie ludzi sprawiedliwych i prawdziwych, osadzonych w nie retuszowanych, nie ubarwianych realiach tragedii rosyjskiego chłopstwa w czasach połowy XX wieku – na ile w pewnych, niekiedy dość szerokich, granicach było to akceptowane przez cenzurę radziecką. Z tego ostatniego powodu część utworów pisarzy tego kierunku mogła się ukazać dopiero w okresie pieriestrojki – można tu wymienić drugą część powieści Borysa Możajewa „Chłopi i baby” (1987), „Rok wielkiego przełomu” Wasilija Biełowa (1987), opowiadania Władimira Tiendriakowa „Para gniadych” i „Chleb dla psa” (1988).
Pisarze tego kierunku tworzyli w swoich dziełach postacie charakterystyczne, jak staruszka Pantielejewna (opowiadanie „Drewniane konie” Fiodora Abramowa) lub Fiodor Kuzkim (opowieść „Żywy” Borysa Możajewa), albo szereg postaci wzorowanych na ludziach starej, patriarchalnej Rusi („W ostatnią godzinę” i „Pożegnanie z Matiorą” Walientina Rasputina).
Rozważane i rozstrzygane w utworach prozy wiejskiej światopoglądowe problemy i antagonizmy, jak natura i cywilizacja, człowiek i przyroda, miasto i wieś lub religia i ateizm, były przez sam fakt ich poruszania uznawane za swego rodzaju przeciwstawienie się panującemu ustrojowi radzieckiemu, uosabiającemu walkę z religią i świat miejsko-przemysłowy. Według prof. Tadeusza Klimowicza nurt ten jest powszechnie uznawany za najbardziej interesujący spośród wszystkich innych kierunków literatury rosyjskiej lat 60-80 XX wieku.

## Schyłek
Wprawdzie okres pieriestrojki pozwolił na pojawienie się w powszechnym dostępie wcześniej niedopuszczanych do publikacji utworów tego nurtu, to rozpad Związku Radzieckiego był też jego końcem.
W czasach po rozpadzie ZSRR (przełom wieków XX i XXI) niektórzy z przedstawicieli prozy wiejskiej, jak Walientin Rasputin czy Wasilij Biełow, pozostając w stanie zamrożenia intelektualnego intensywnie torpedowali zmiany ustrojowe i wprowadzanie demokratycznych rozwiązań, proponując przy tym konstrukcje anachroniczne, odwołujące się do słowianofilstwa i idei odbudowy Wielkiej Rusi.